# پرینگسوو
پرینگسوو (اندونزیایی: Pringsewu) شهری در استان لامپونگ کشور اندونزی است. جمعیت این شهر بر اساس سرشماری سال ۱۹۹۰ میلادی، ۳۶٫۴۴۴ نفر و بر اساس سرشماری سال ۲۰۰۰ میلادی، ۹۲٫۱۵۹ بوده که در سال ۲۰۰۷ میلادی به ۱۴۱٫۹۷۹ نفر افزایش یافته‌است.